# هیروکی اوکوی
هیروکی اوکوی (انگلیسی: Hiroki Okui؛ زادهٔ ۲۷ ژوئن ۱۹۹۹) بازیکن فوتبال اهل ژاپن است.
از باشگاه‌هایی که در آن بازی کرده‌است می‌توان به باشگاه فوتبال گامبا اوساکا اشاره کرد.